# Keith Sonderling
 (mars 2025).
Keith E. Sonderling (né le 25 novembre 1982 à New York) est un avocat et fonctionnaire américain, connu pour avoir été commissaire à la U.S. Equal Employment Opportunity Commission (EEOC) de 2020 à 2024. En janvier 2025, il est nommé par le président élu Donald Trump comme sous-secrétaire adjoint au Travail des États-Unis pour le second mandat de ce dernier. Spécialiste du droit du travail, il s’est distingué par son travail sur l’impact de l’intelligence artificielle dans les pratiques d’emploi. Il entre en poste le 14 mars 2025 après avoir été confirmé par le Sénat deux jours plus tôt.

## Biographie

### Jeunesse et formation
Keith Sonderling nait aux États-Unis en 1982. Il obtient un diplôme en droit et commence sa carrière comme avocat spécialisé en droit du travail au sein du cabinet Gunster, en Floride, où il devient associé (shareholder) en 2015.

### Carrière dans le secteur public
En 2017, Sonderling rejoint le Département du Travail des États-Unis en tant que administrateur adjoint, puis administrateur par intérim de la Division des salaires et des heures (Wage and Hour Division). Il y supervise des lois comme le Fair Labor Standards Act et le Family Medical Leave Act.
Le 22 septembre 2020, il est confirmé par le Sénat américain comme commissaire à l’EEOC par un vote de 52 contre 41, et prête serment le 30 septembre 2020. Durant son mandat, qui s’achève en août 2024, il se concentre sur l’utilisation de l’intelligence artificielle dans le cadre des lois antidiscriminatoires.
En janvier 2025, Donald Trump annonce sa nomination au poste de sous-secrétaire adjoint au Travail, un rôle clé supervisant les opérations du Département du Travail. Il est confirmé le 12 mars 2025 et entre en poste deux jours plus tard.

### Enseignement et publications
Sonderling est également professeur adjoint à la George Washington University Law School, où il enseigne le droit de la discrimination en emploi. Il a publié plusieurs articles sur l’intelligence artificielle et le droit du travail, notamment dans des revues juridiques.